# Saurauja

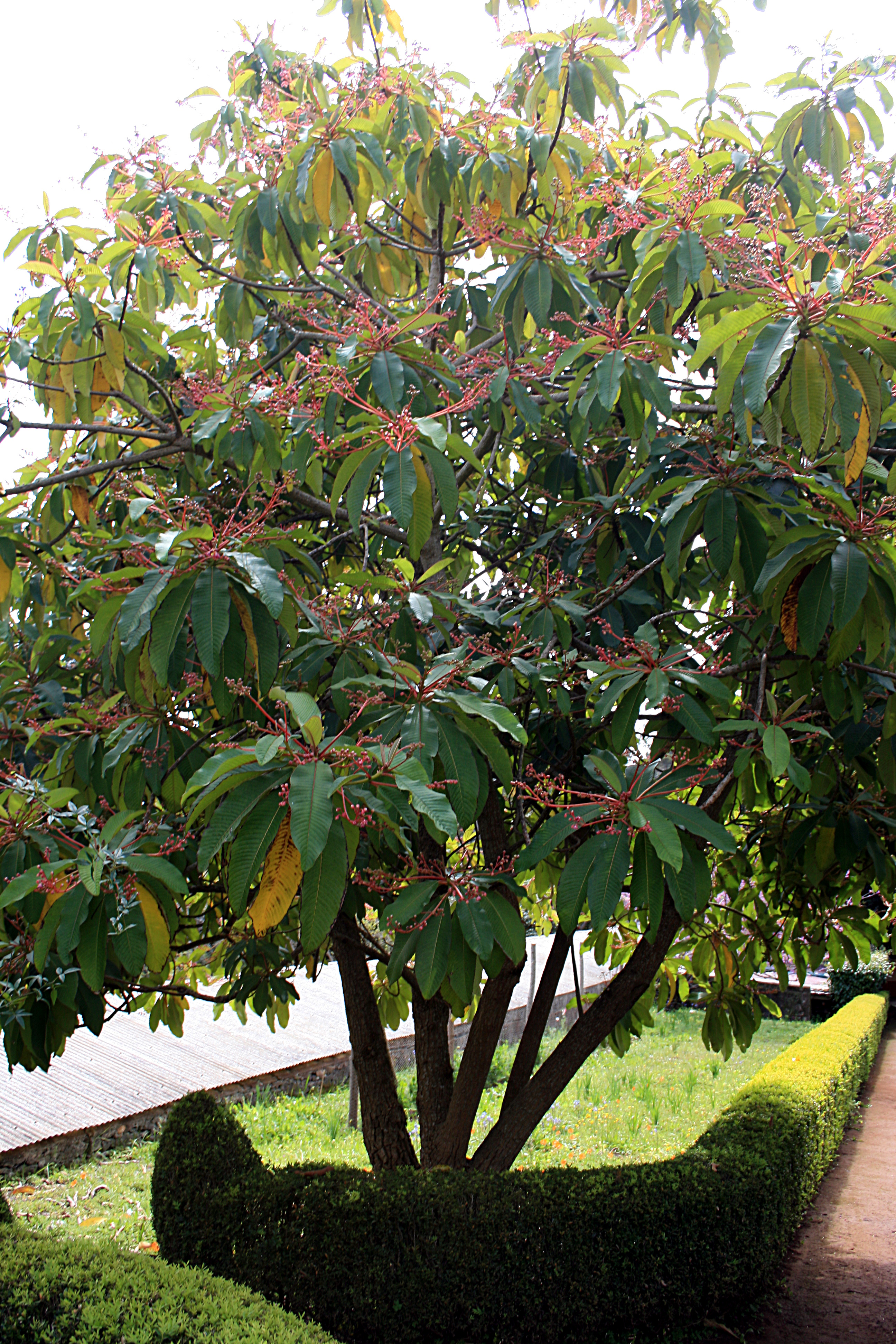
Saurauia subspinosa v botanické zahradě na Madeiře

Saurauja (Saurauia) je rod rostlin z čeledi aktinidiovité. Jsou to keře a stromy s jednoduchými střídavými listy a pětičetnými květy s větším počtem tyčinek. Plodem je bobule. Rod zahrnuje asi 390 druhů a je rozšířen v tropické Asii a Americe. Jeden druh roste v severovýchodní Austrálii. Rostliny mají malý ekonomický význam. Některé druhy jsou využívány domorodci jako medicína, topivo a pro jedlé plody.

## Popis
Zástupci rodu saurauja jsou jednodomé nebo funkčně dvoudomé, stálezelené keře a stromy. Většinou jsou nevelkého vzrůstu, některé americké druhy však mohou dosáhnout výšky až 30 metrů. Mladé větévky jsou obvykle pokryté chlupy nebo šídlovitými šupinami. Listy jsou jednoduché, střídavé, řapíkaté, na okraji pilovité, u některých druhů na rubu plstnaté. Žilnatina je zpeřená, s množstvím paralelních postranních žilek. Květy jsou zpravidla oboupohlavné (řidčeji funkčně jednopohlavné), uspořádané v latách či thyrsoidech složených z koncových vrcholíků. Kalich i koruna jsou pětičetné. Korunní plátky jsou bílé nebo růžové, obvykle na bázi srostlé. Tyčinek je neustálený počet (15 až 130) a jsou přirostlé k bázi korunních lístků. Semeník obsahuje 3 až 5 komůrek s mnoha vajíčky. Čnělky jsou většinou v dolní polovině srostlé, výjimečně celé volné, zakončené jednoduchými, terčovitými nebo hlavatými bliznami. Počet čnělkových ramen odpovídá počtu plodolistů.
Plodem je bílá, bledě zelená nebo výjimečně červená, kulovitá nebo zploštěle kulovitá, obvykle žebrovaná bobule (výjimečně kožovitá tobolka) obsahující ve slizovité dužnině drobná, hnědá semena.

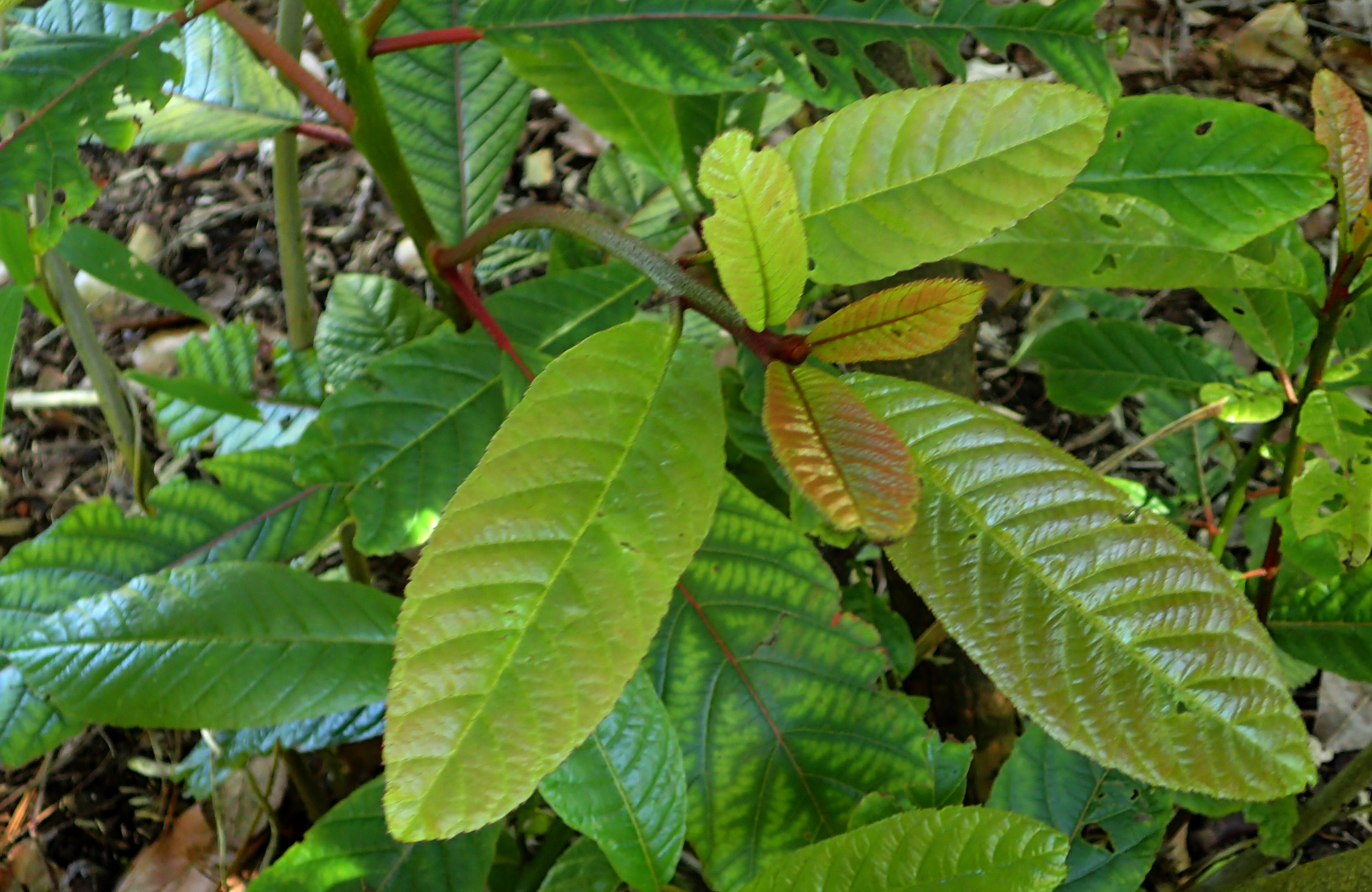
Listy Saurauia zahlbruckneri
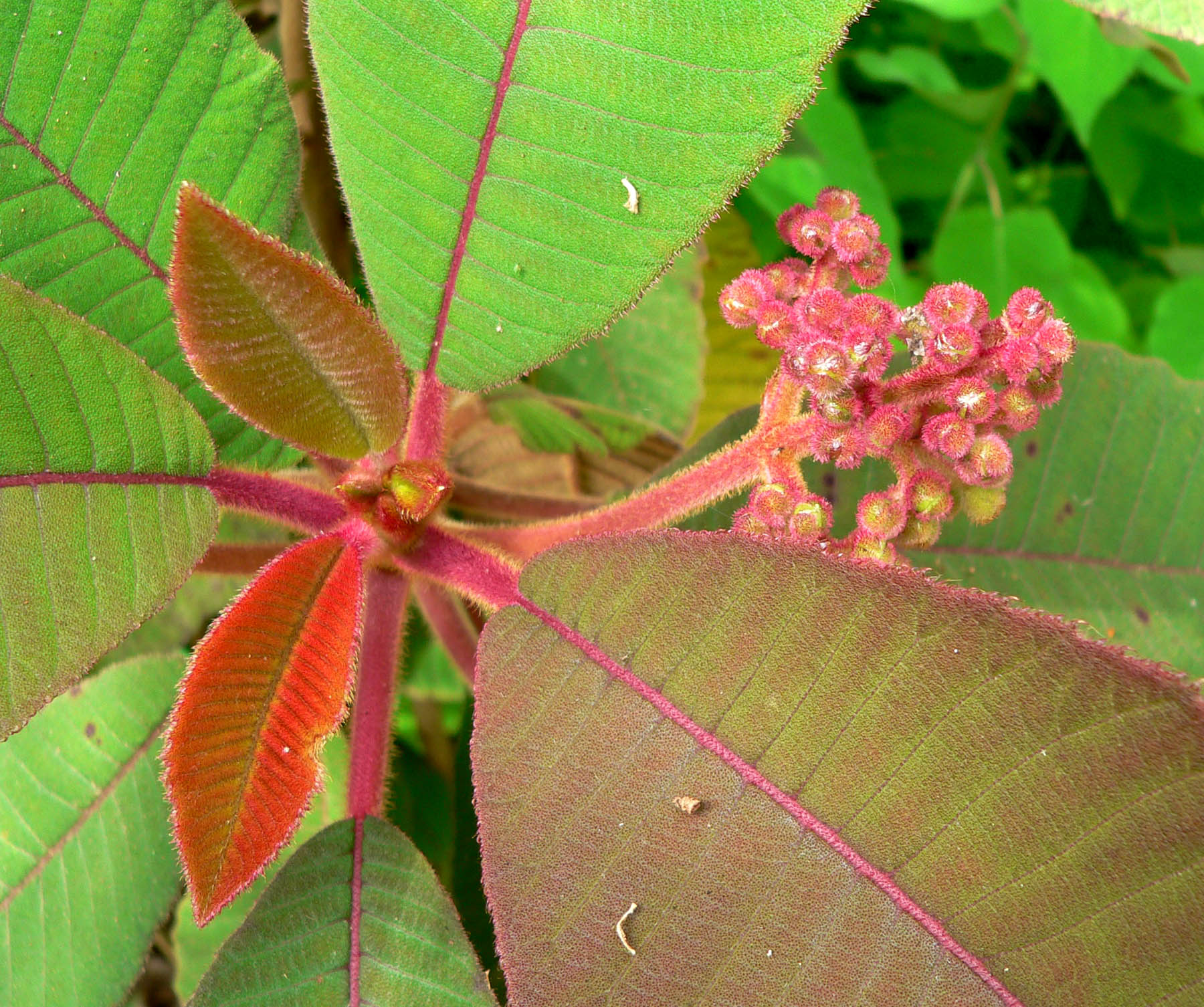
Rozvíjející se květenství Saurauia madrensis
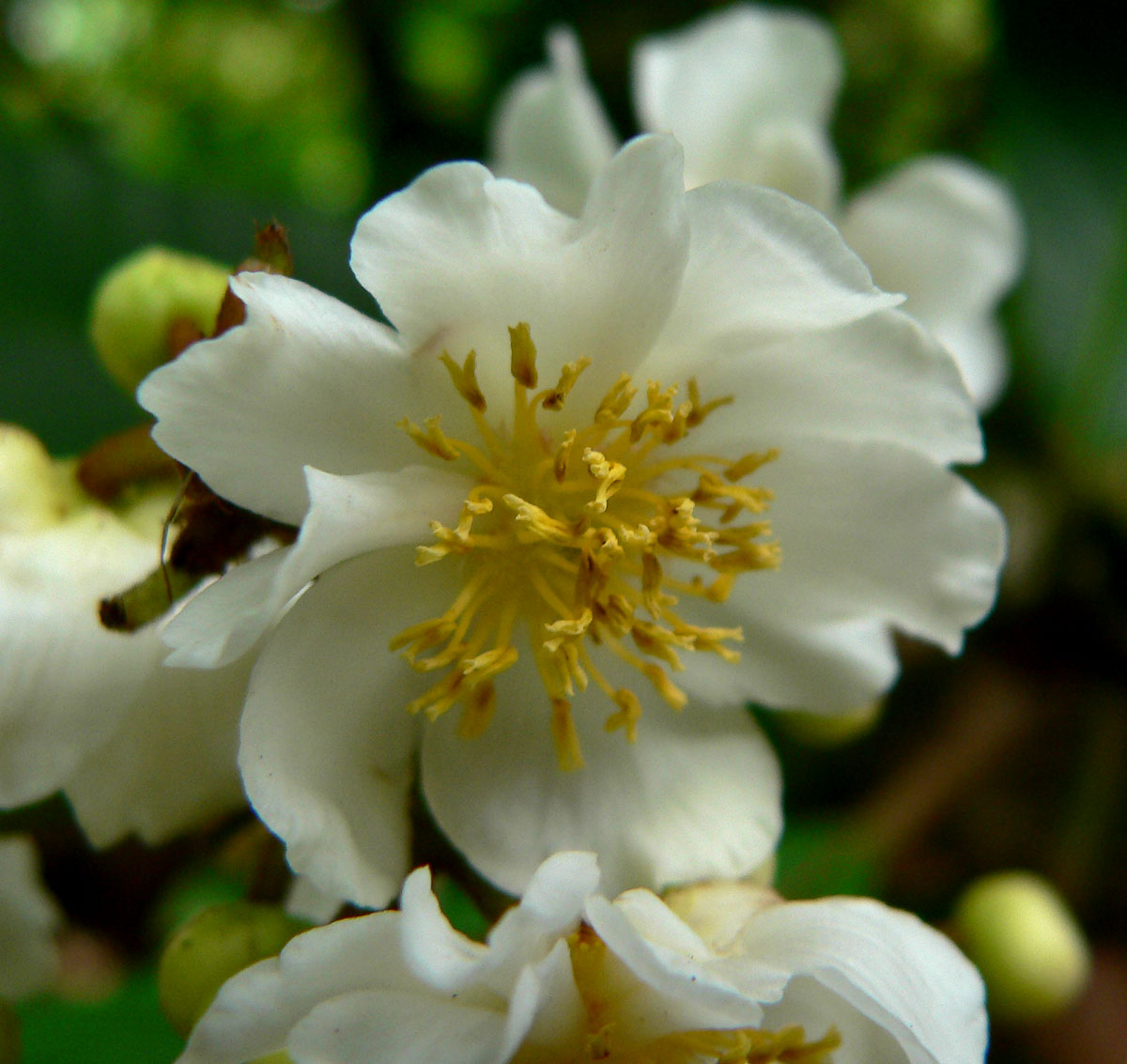
Detail květu Saurauia zahlbruckneri

## Rozšíření
Rod saurauja je největším rodem čeledi aktinidiovité. Zahrnuje asi 390 druhů a je rozšířen v tropické a subtropické Americe a Asii a zasahuje i do Tichomoří a Austrálie. Areál v Asii sahá od Himálaje a Číny přes Indočínu a jihovýchodní Asii po Tichomoří (Fidži). V Austrálii roste jediný druh, Saurauia andreana, který je endemitem Queenslandu. V Americe je rod rozšířen v počtu asi 50 druhů od středního Mexika přes Střední Ameriku a západní andské oblasti Jižní Ameriky až po Bolívii a podle některých údajů roste i v severním Chile. Nebyl zaznamenán v Amazonii (zcela chybí v Brazílii) ani na Karibských ostrovech. Centrum druhové diverzity v Americe je v andské oblasti na pomezí Kolumbie a Ekvádoru a v západokolumbijských horských regionech Chocó, Caldas a Antioquia.
V Americe rostou rostliny rodu saurauja převážně na vlhkých stanovištích, podél vodních toků, v blízkosti vodopádů, v horských vlhkých a mlžných lesích. Některé druhy vyhledávají slunná stanoviště, jiné jsou stínomilné. Většina druhů roste ve vyšších nadmořských výškách, v Mexiku a Střední Americe převážně mezi 1000 a 1500 metry, v Jižní Americe od 1500 do 3000 metrů. Některé druhy jsou i nížinné. Druh Saurauia bullosa dosahuje nadmořské výšky až 3600 metrů.

## Ekologické interakce
Květy jsou opylovány hmyzem, zejména brouky.
Saurauje jsou v tropech Starého světa živnými rostlinami některých druhů lišajů, jmenovitě druhů Acosmeryx socrates, Cechenena lineosa, Elibia dolichus, Theretra alecto a Theretra latreillii, a martináče Loepa sikkima.

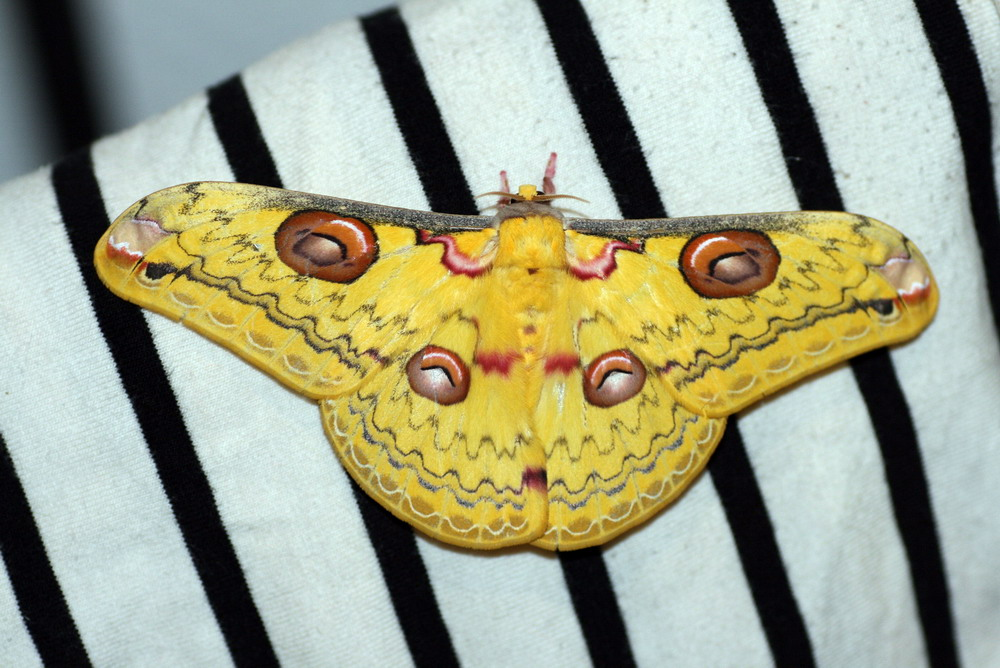
Martináč Loepa sikkima
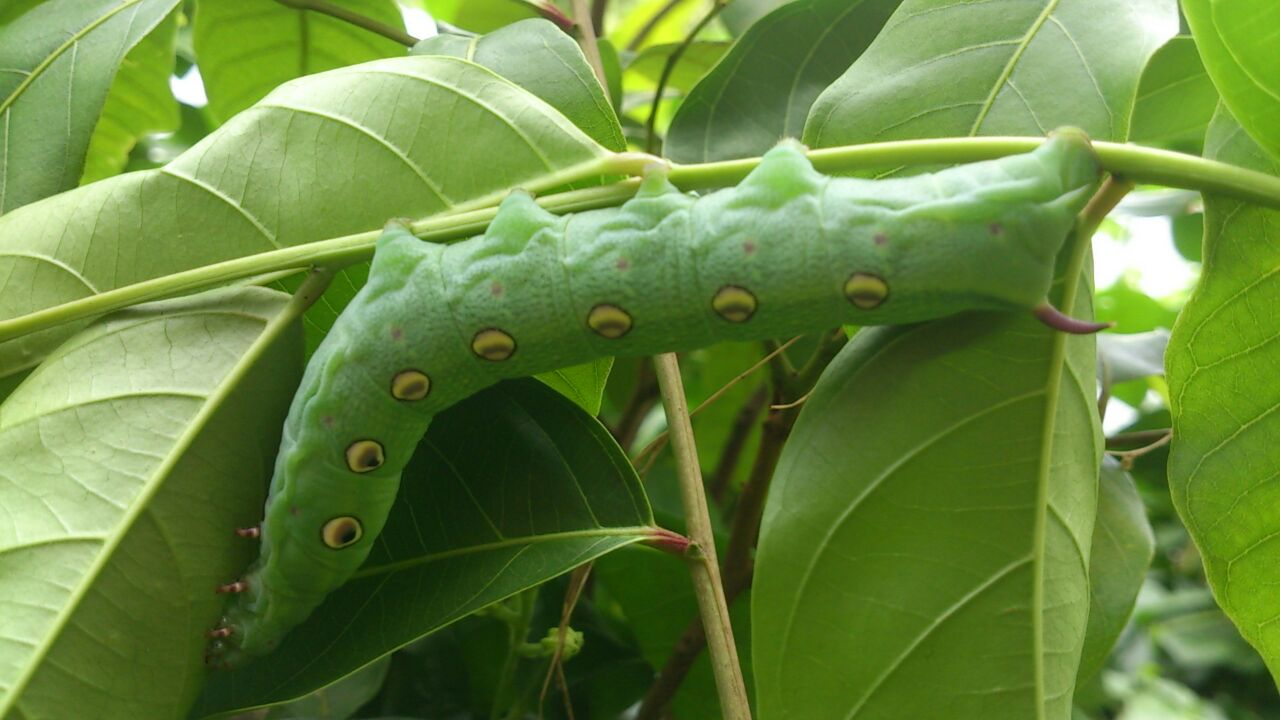
Housenka lišaje Theretra alecto

## Taxonomie
Rod popsal Carl Ludwig Willdenow v roce 1801 a zařadil jej do čeledi Tiliaceae. Taxonomické zařazení bylo po dlouhý čas nevyjasněné a rod byl různými taxonomy vřazován do řady různých čeledí, jmenovitě Ternstroemiaceae, Dilleniaceae, Actinidiaceae nebo i do samostatné čeledi Saurauiaceae. Od zbývajících dvou rodů čeledi Actinidiaceae se odlišuje vzpřímeným růstem (aktinidie i Clematoclethra jsou liány) a tyčinkami, které jsou na bázi srostlé s korunními plátky.

## Význam
Saurauje mají jen malý význam. Slizovitou dužninu plodů některých druhů příležitostně konzumují jihoameričtí domorodci. Některé druhy jsou využívány v domorodé medicíně.
Dřevo sauraují nemá ekonomický význam. Lokálně se využívá jako topivo nebo v k výrobě dřevěného uhlí. Domorodí Indiáni v Hondurasu vydlabávají ze stonků sauraují měkkou dřeň a zhotovují z nich foukačky. V kolumbijské oblasti Sibundoy slouží rovné kmeny druhu Saurauia brachybotrys ke stavbě domů.